# Oonops alticola
Oonops alticola är en spindelart som beskrevs av Lucien Berland 1914. Oonops alticola ingår i släktet Oonops och familjen dansspindlar. Inga underarter finns listade i Catalogue of Life.